# Leptopilina
Genre
Leptopilina est un genre de guêpes parasitoïdes de la famille des Figitidae. Sa répartition est cosmopolite. Ces guêpes parasitent des larves de mouches, principalement des drosophiles. 

## Développement
La femelle dépose un seul œuf par larve, celui-ci se développe dans l'hôte (endoparasitisme) en se nourrissant de son hémolymphe, puis de ses organes. Le développement de l'hôte n'est pas arrêté par le parasitoïde, il continue à se déplacer et à se nourrir, puis se transforme en pupe. La larve de parasitoïde sort alors de son hôte et se glisse entre celui-ci et le puparium, il continue à se nourrir de la pupe de drosophile en tant qu'ectoparasite. Une fois l'hôte entièrement consommé, le parasitoïde entame à son tour sa pupaison, toujours dans le puparium de son hôte. Il émerge une vingtaine de jours après l'oviposition, les mâles émergent un à deux jours avant les femelles. Les adultes sont sexuellement matures dès l'émergence.

## Liste des espèces
Selon BioLib (18 juillet 2020) :
- Leptopilina australis (Belizin, 1966)
- Leptopilina boulardi Barbotin, Carton & Keiner-Pillault, 1979
- Leptopilina clavipes (Hartig, 1841)
- Leptopilina fimbriata (Kieffer, 1901)
- Leptopilina heterotoma (Thomson, 1862)
- Leptopilina longipes (Hartig, 1841)

Selon NCBI (18 juillet 2020) :
- Leptopilina australis
- Leptopilina boulardi Barbotin, Carton & Keiner-Pillault, 1979
- Leptopilina clavipes
- Leptopilina decemflagella Lue & Buffington, 2016
- Leptopilina fimbriata
- Leptopilina freyae
- Leptopilina guineaensis
- Leptopilina heterotoma
- Leptopilina japonica Novković & Kimura, 2011
- Leptopilina leipsi Lue & Buffington, 2016
- Leptopilina longipes
- Leptopilina maia Lue & Buffington, 2016
- Leptopilina orientalis
- Leptopilina victoriae